# Glypta improba
Glypta improba är en stekelart som beskrevs av Dasch 1988. Glypta improba ingår i släktet Glypta och familjen brokparasitsteklar. Inga underarter finns listade i Catalogue of Life.